# Acta Scientia Sinica
Acta Scientia Sinica (abreviado Acta Sci. Sin.) fue una revista con ilustraciones y descripciones botánicas que fue editada en Peking en los años 1952-1954 con el nombre de Acta Scientia Sinica. (Zhong Guo Ke Xue).